# Làmia (ciutat)
Làmia (grec: Λαμία; a l'edat mitjana anomenada Zituni, grec: Zητούνι; en català medieval el Citó) és una ciutat de la Grècia Central que fa part de la unitat perifèrica de Ftiòtida, situada a una plana vora el golf Malíac, la desembocadura del riu Esperqueu. La ciutat supera els 60.000 habitants, mentre que el municipi ronda els 75.000.

## Història
Làmia era famosa per la guerra entre els atenesos i els grecs confederats contra Antípatre l'any 323 aC. Antípatre va ser inicialment derrotat i es va refugiar a la ciutat, on els grecs el van assetjar, durant la guerra coneguda com a guerra de Làmia. Antípatre va rebre socors de Cràter i es va poder retirar al nord, i després va derrotar els aliats a la batalla de Crannó el 322 aC.
L'any 208 aC, Filip V de Macedònia, fill de Demetri II, va derrotar els etolis prop de Làmia. El 192 aC Làmia es va sotmetre voluntàriament a Antíoc III el Gran i l'any següent (191 aC) la va assetjar Filip V de Macedònia i els romans, que actuaven conjuntament. Segons Titus Livi, el setge era complicat perquè la roca de la rodalia ajudava a la defensa i els assetjadors no la podien penetrar, però finalment els romans la van ocupar l'any 190 aC.
Encara existia al segle vi, quan les murades foren reconstruïdes per Justinià el Gran; llavors la ciutat era anomenada Zitúnion (grec antic: Ζητοῦνιον; pronúncia moderna: Zituni). Segles més tard va formar part del Ducat de Neopàtria (a partir de 1319), i es va mantenir en mans catalanes fins a l'any 1393; en català fou coneguda com el Citó. El seu castell és un dels testimonis de la presència catalana a Grècia.
Amb la incorporació de Zituni al regne de Grècia i el 1832, l'estat imposà la recuperació del nom antic com a topònim oficial, Làmia. Al turó on s'alça la ciutat es conserven restes de la fortificació i algunes restes de la ciutat.